# Dicordylus binotatus
Dicordylus binotatus is een keversoort uit de familie Belidae. De wetenschappelijke naam van de soort is voor het eerst geldig gepubliceerd in 1859 door Philippi.